# Pterostichus molestus
Espèce
Pterostichus molestus est une espèce fossile d'insectes coléoptères de la famille des Carabidae (les carabes), sous-famille des Pterostichinae et du genre Pterostichus.

## Classification
L'espèce Pterostichus molestus est décrite en 1937 par le paléontologue français Théobald (1903-1981),. 

### Fossiles
L'holotype R8125, un élytre de l'ère Cénozoïque, de l'époque Oligocène et de l'âge Rupélien (33,9 à 28,1 Ma), vient de la collection Mieg, collection conservée au Musée d'histoire naturelle de Bâle. Ce spécimen provient du gisement de Kleinkembs (ou Kleinkems) oligocène, dans le Bade-Wurtemberg, sur la rive droite du Rhin.

### Étymologie
L'épithète spécifique molestus signifie « agaçant » en latin.

## Description

### Caractères
Diagnose de Nicolas Théobald en 1937, : 

« Un élytre gauche, vu de la face dorsale ; épipleure assez bien marquée sous la forme d'un petit replat, s'efface vers l'arrière ; surface ornée de neuf sillons ponctués ; sillons peu profonds ; points assez rapprochés ; sillons plus serrés du côté sutural que vers le bord marginal ; ornementation effacée vers l'arrière ; élytre se rétrécit progressivement vers le sommet. ».

### Dimensions
La longueur est de 8 mm et la largeur de 2,2 mm.

### Affinités
« En raison de la conservation incomplète, il est impossible de préciser les affinités de l'échantillon avec la faune actuelle. Il est peut-être identique à Feronia minax Oustalet d'Aix-en-Provence. Par la forme de l'élytre il se rapproche de Pterostichus pumpellyi Scudder de Florissant, mais il en diffère dans le parcours des sillons. ».

## Biologie
« Le g. Pterostichus est extrêmement répandu. Il vit dans les bois, les champs et les terrains marécageux. ».

## Galerie
- Quelques espèces vivantes du genre Pterostichus.
- A : Pterostichus acutidens
B : Pterostichus melanodes
C : Pterostichus rasilis.
- Pterostichus oblongopunctatus.
- Pterostichus madidus.
- Pterostichus.melanarius (le Carabe noir des jardins).

### Publication originale
- [1937] Nicolas Théobald, « Les insectes fossiles des terrains oligocènes de France 473 p., 17 fig., 7 cartes,13 tables, 29 planches hors texte », Bulletin Mensuel de la Société des Sciences de Nancy et Mémoires de la Société des sciences de Nancy, Imprimerie G. Thomas,‎ 1937, p. 1-473 (ISSN 1155-1119 et 2263-6439, OCLC 786027547). .